# سیارک ۹۲۴۸
سیارک ۹۲۴۸ (به انگلیسی: 9248 Sauer، نامگذاری:4593P-L) نه هزار و دویست و چهل و هشتمین سیارک کشف شده‌است که در ۲۴ سپتامبر ۱۹۶۰ کشف شد.
قدر مطلق سیارک برابر ۱۳٫۸۰ است.